# Apororhynchus chauhani
Apororhynchus chauhani son gusanos parásitos microscópicos del género Apororhynchus, que se adhieren en las paredes intestinales de animales vertebrados. Fue descrito por Sen en 1975.

## Distribución
Los apororhynchus chauhani se encontraron al sur de Asia, especialmente en la India, en el cual estos gusanos parásitos se alojaban más en las paredes intestinales de las aves.

## Enlaces
Wikiespecies tiene un artículo sobre Apororhynchus chauhani
- Datos: Q3830791
- Especies: Apororhynchus chauhani